# Archway (stanice metra v Londýně)
Archway je stanice metra v Londýně. Nachází se v londýnském obvodu Islington a spadá do tarifních zón 2 a 3. Stanice byla otevřena v roce 1907 a leží na větvi Northern Line vedoucí do stanice High Barnet mezi stanicemi Highgate a Tufnell Park.

## Historie
Stanice byla otevřena 22. června 1907 pod názvem Highgate. Tehdy sloužila jako konečná stanice, což je znát na rozložení nástupišť a chodeb. Původní staniční budovu s obložením z temně rudé kameniny navrhl Leslie Green. V roce 1930 byly instalovány nové eskalátory a došlo k přebudování vstupu do stanice podle návrhu architekta Charlese Holdena. V 70. letech pak byla stanice znovu přestavěna.
3. července 1939 byla linka prodloužena až po East Finchley, čímž stanice přestala být konečnou. Již předtím došlo ke změně názvu na Highgate (Archway). Na novém úseku totiž vznikla nová stanice s názvem Highgate. Roku 1947 získala stanice dnešní název.

## Stanice
Hlavní vstup do stanice leží v přízemí výškové budovy Vantage Point (v minulosti známá jako Archway Tower). Archway má dvě podzemní nástupiště.
Roku 2007 se uvažovalo o zbudování výtahů, které by poskytly bezbariérový přístup. Z těchto plánů ale nakonec sešlo, stanice není bezbariérově přístupná a přístup na nástupiště je možný pouze po eskalátorech či schodech.

## Spojení
Archway leží na větvi High Barnet linky Northern Line. Vlaky odtud zajíždějí do obou větví linky v centrálním Londýně (s konečnou Morden či Battersea Power Station). V pátek a v sobotu je k dispozici také noční provoz linky přes Charing Cross do Mordenu s patnáctiminutovými intervaly. V případě nutnosti je možné využívat Archway jako konečnou stanici. TfL stanici klasifikuje jako „metro“.
V docházkové vzdálenosti se nachází stanice Overgroundu Upper Holloway, kde je možné přestoupit na Gospel Oak to Barking line.
U stanice k březnu 2024 zastavují autobusové linky 4, 41, 134, 143, 210, 234, 263, 390, C11, W5 a noční linky N20 a N271.

### Využití stanice
V roce 2008 zde nastoupilo a vystoupilo 8,24 miliónu cestujících.[zdroj?]
| Rok  | Počet cestujících |
| ---- | ----------------- |
| 2019 | 8,56 mil.         |
| 2020 | 3,70 mil.         |
| 2021 | 4,31 mil.         |
| 2022 | 6,06 mil.         |
| 2023 | 7,21 mil.         |
| 2024 | 7,40 mil.         |